# Maksim Mihajlov
Maksim Mihajlovič Mihajlov (Kuzmolovski, 19. ožujka 1988.) ruski je odbojkaš, igrač kazanjskog Zenita i ruske odbojkaške reprezentacije.